# Crossandra spinescens
Crossandra spinescens är en akantusväxtart som beskrevs av Dunkley. Crossandra spinescens ingår i släktet Crossandra och familjen akantusväxter. Inga underarter finns listade i Catalogue of Life.